# Église Notre-Dame de Nogent-le-Rotrou
L'église Notre-Dame de Nogent-le-Rotrou est une église catholique située dans le centre-ville de Nogent-le-Rotrou dans le département français d'Eure-et-Loir, en région Centre-Val de Loire.

## Historique

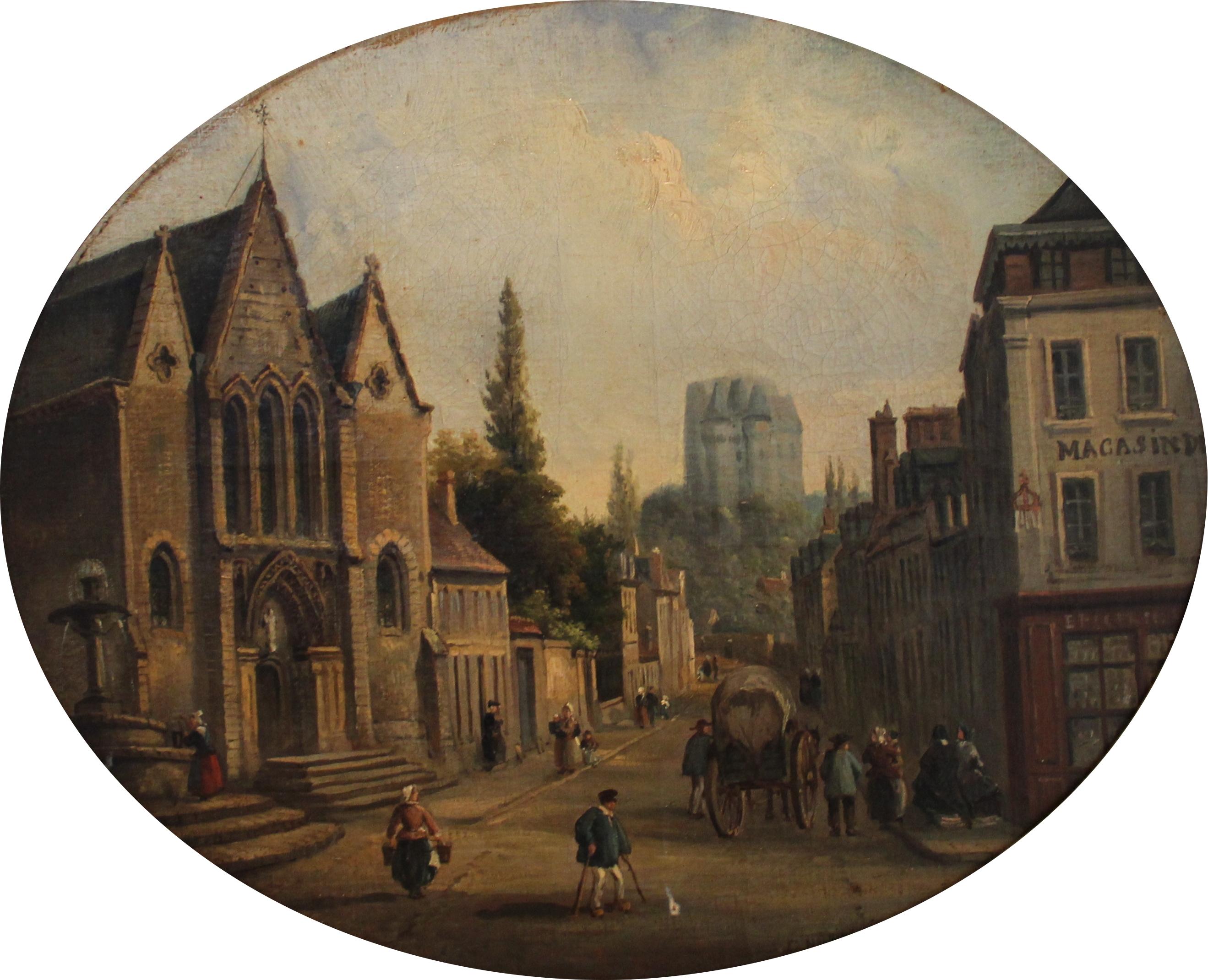
Église Notre-Dame par Louis Moullin, musée de Nogent-le-Rotrou.

La nef de l'église Notre-Dame date des XIIe et XIIIe siècles.
À l'origine chapelle de l’Hôtel-Dieu, bâti en 1182, elle est alors placée sous le vocable de Saint-Jacques et ne devient église paroissiale qu'après la Révolution, après la destruction en 1798 de l'église Notre-Dame des Marais dont elle prendra le nom.
L'église est dépourvue de clocher, les moines de l'abbaye Saint-Denis de Nogent-le-Rotrou ne souhaitant pas qu'un clocher nouveau puisse dépasser le leur. Les collatéraux sont ajoutés aux XIVe et XVe siècles.
Elle est classée au titre des monuments historiques depuis 1907 pour sa nef et en 1949 pour la chapelle funéraire de Sully.

Église Notre-Dame
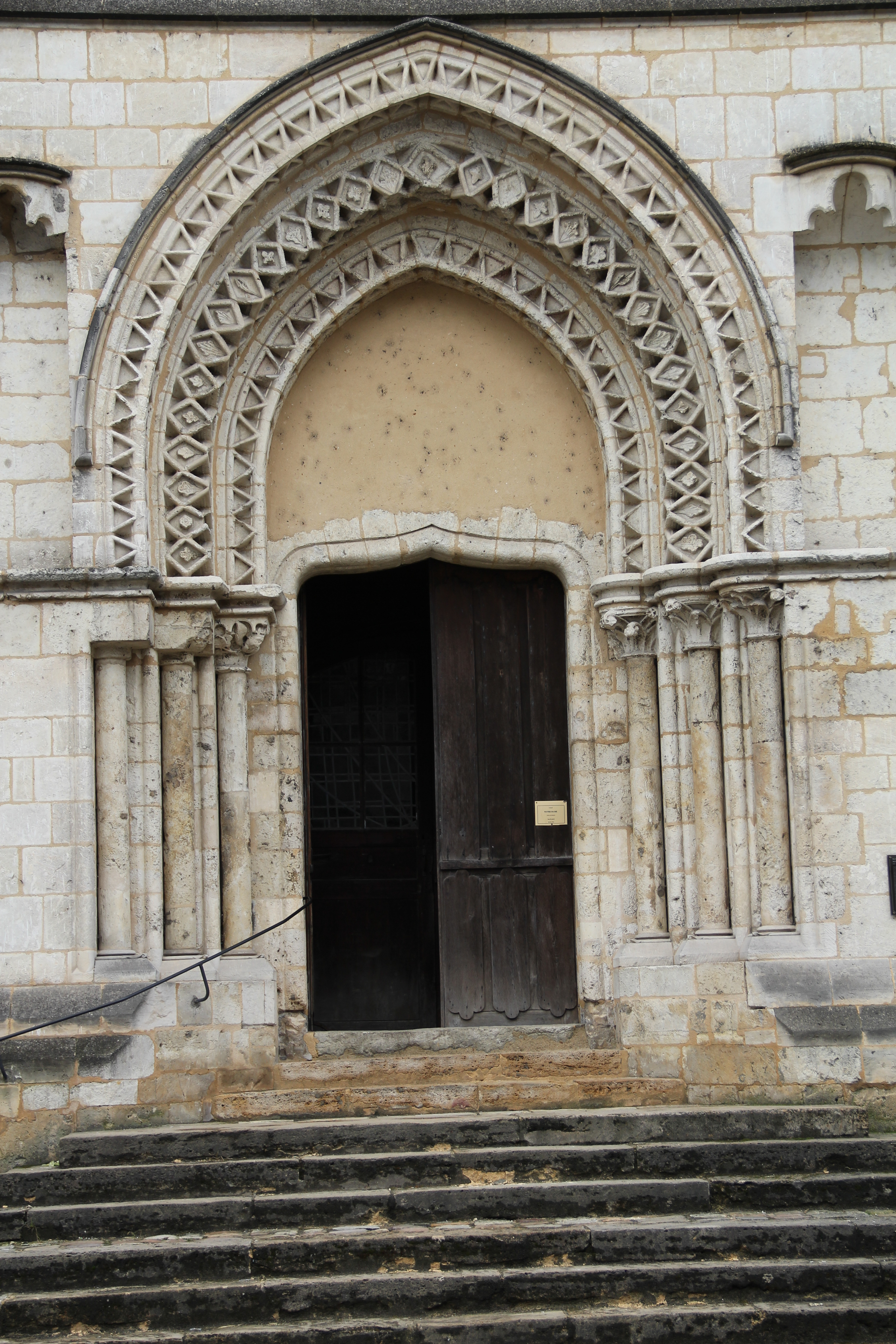
Portail ouest.
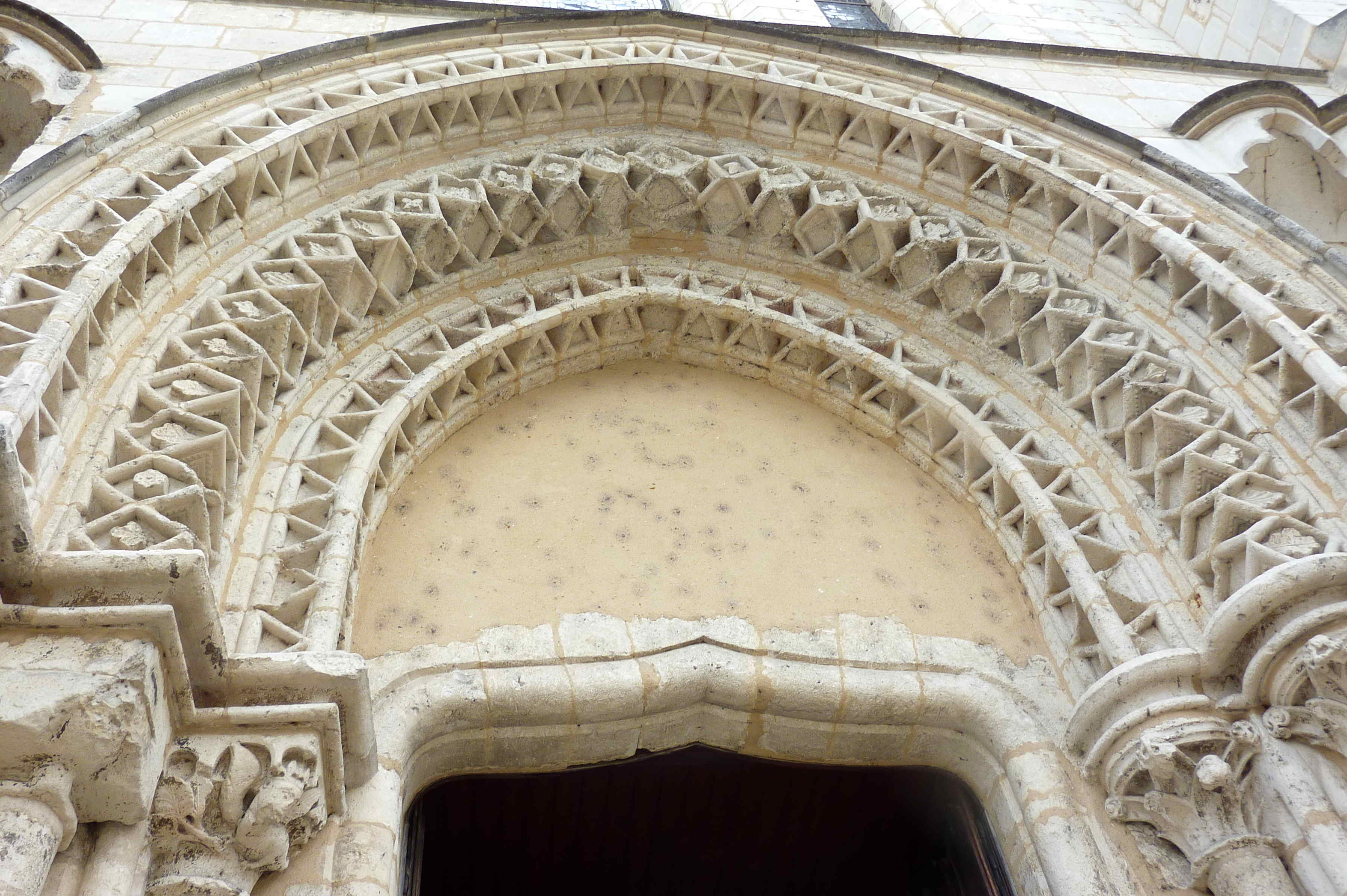
Archivolte du portail.
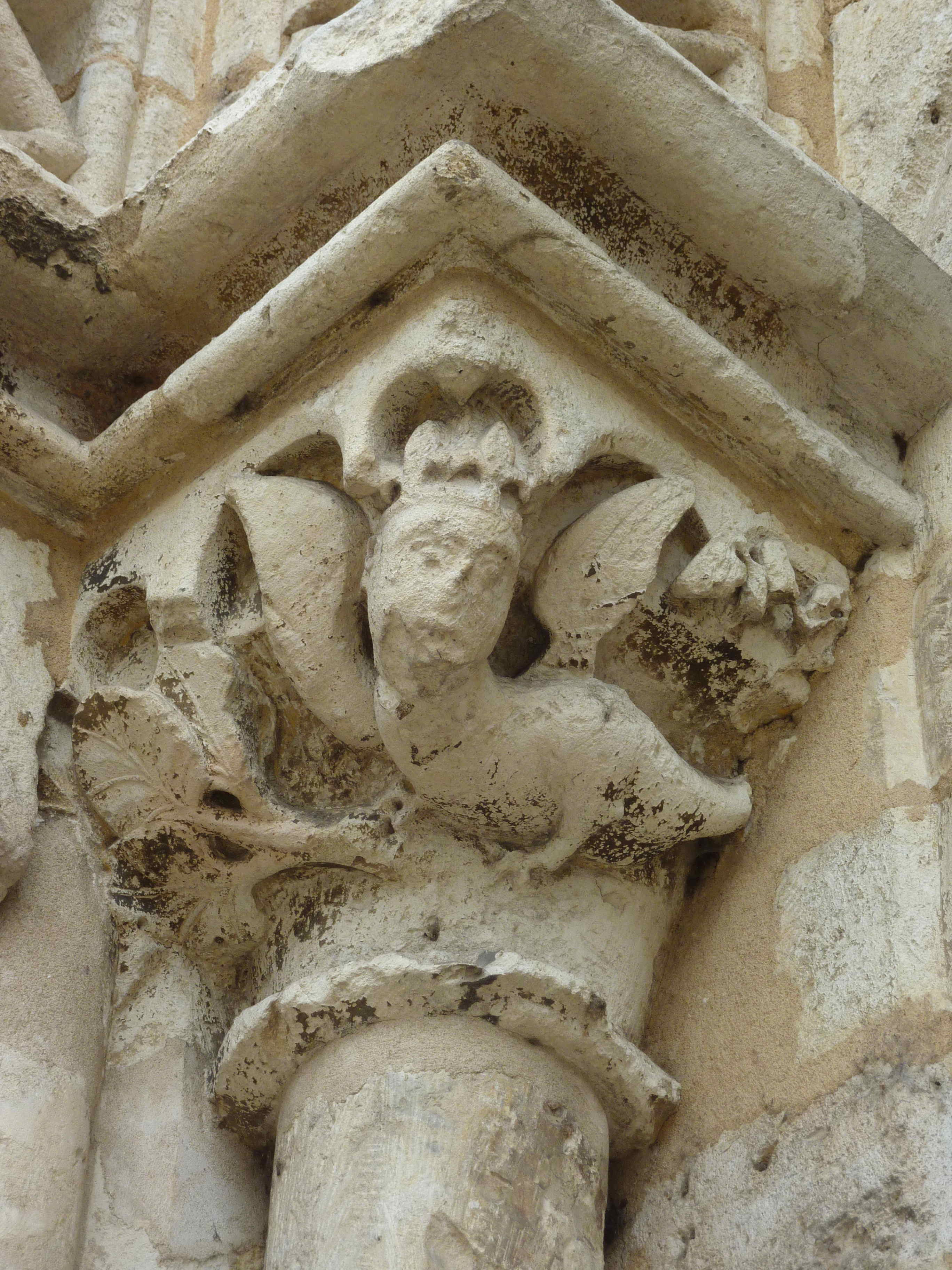
Chapiteau.
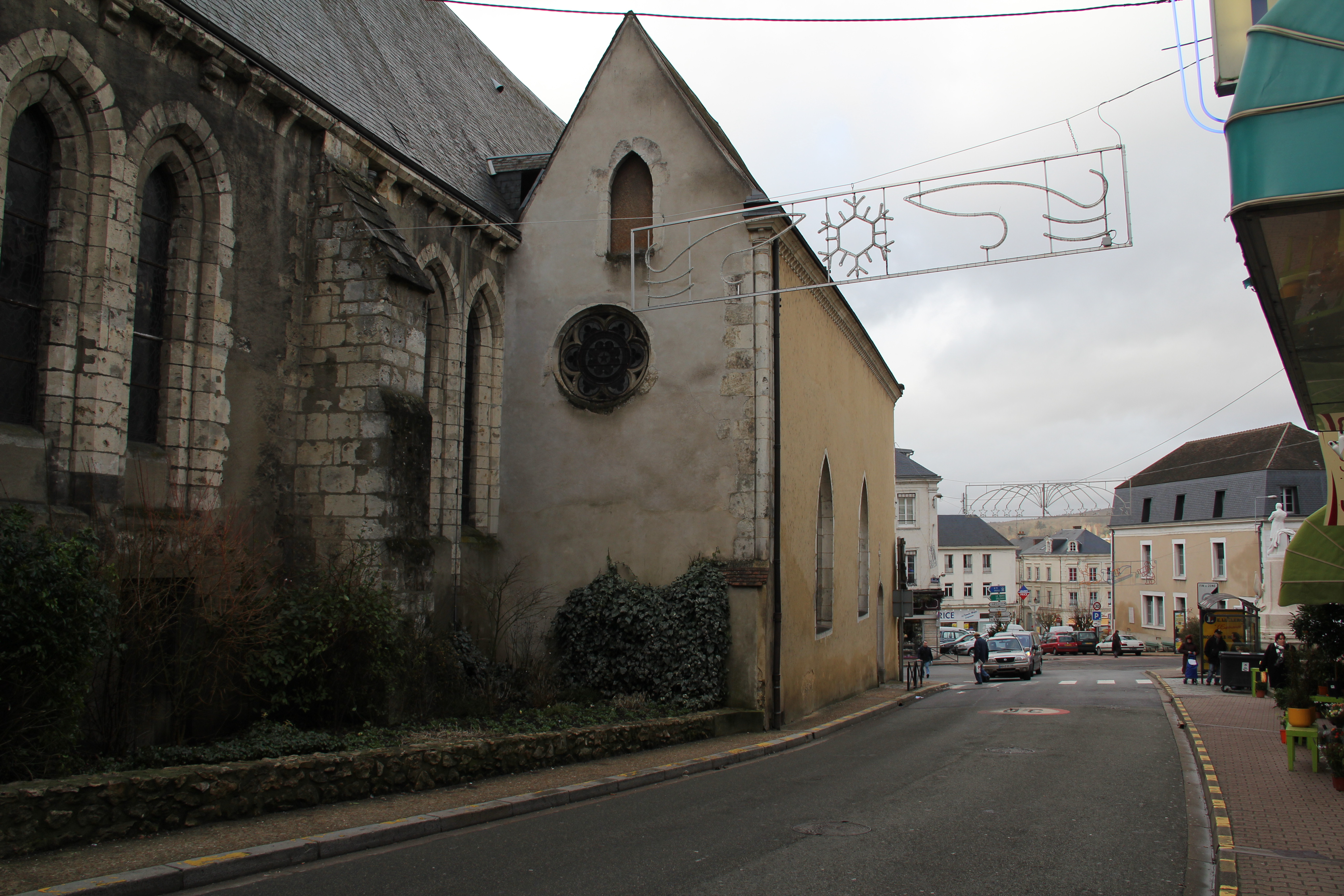
Murs nord, rue de Sully.

## Architecture

### Mobilier

#### Sculpture
- Dans le bas-côté nord, l'église abrite une crèche ou groupe de la Nativité en terre cuite polychrome de 1604, provenant de l'ancienne église des Marais. Un groupe de dix personnages la constitue, accompagnés de quatre anges[2]. Sont présents, de gauche à droite : 
  - Un ange (premier plan) ;
  - La Vierge (idem) ;
  - Jésus et l'ange (id.)
  - Saint Joseph (id.) ;
  - Un ange (id.) ;
  - Le roi David jouant de la lyre, avec les traits de Henri IV (second plan) ;
  - Moise (id.) ;
  - Un berger (id.) ;
  - Le berger au bœuf (id.) ;
  - Le berger à l'agneau (id.) ;
  - Un grand ange doré (id.) ;
  - Ézéchiel (id.) ;
  - Le roi Salomon, avec les traits de Charles de Bourbon-Soissons (id.) ;
  - Isaïe présentant une tablette avec : « EM(?) natus est nobis et filius datus est nobis »[Note 1] (id.).

L'ensemble est classé en tant que monument historique au titre d'objet.

Le groupe de la Nativité
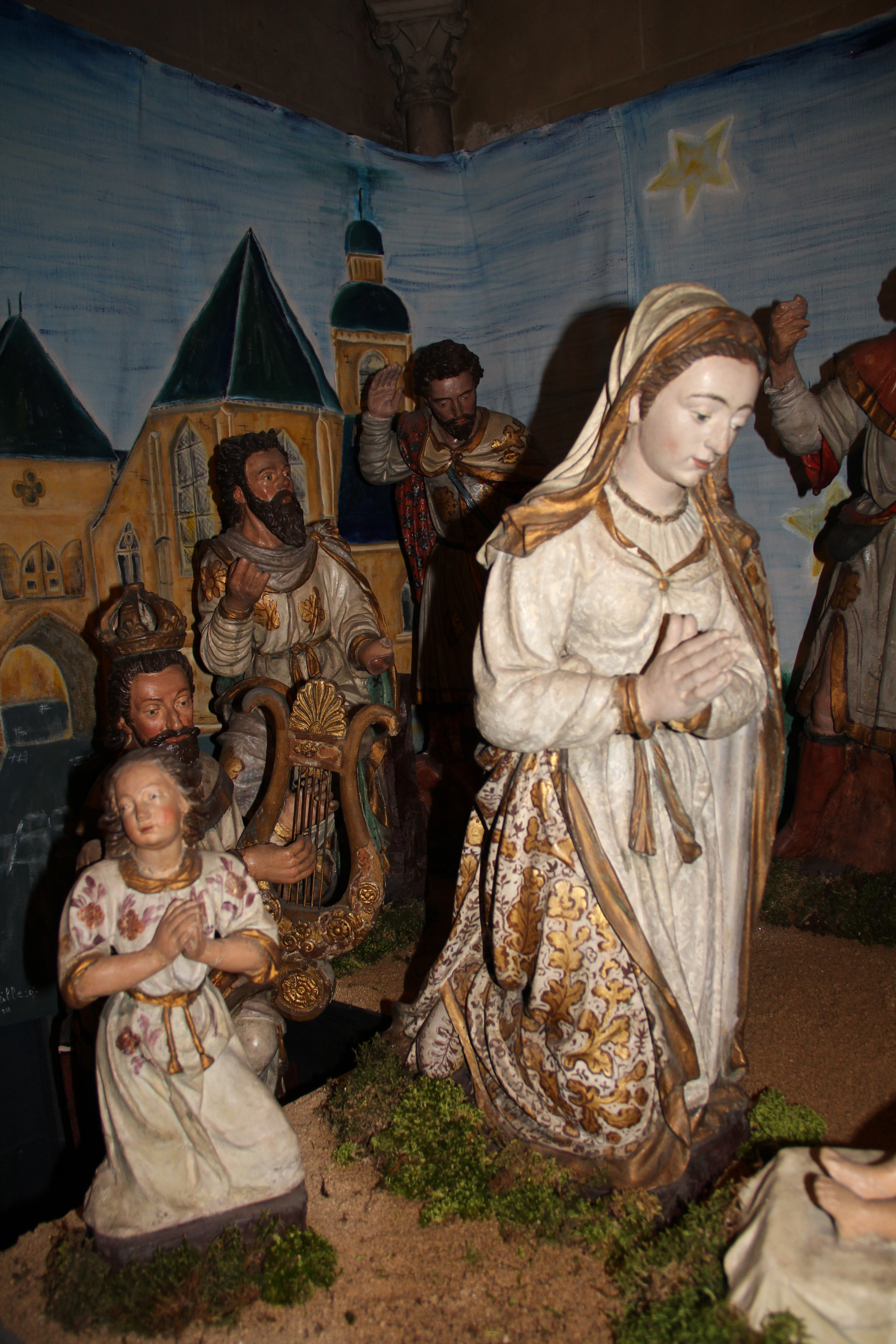
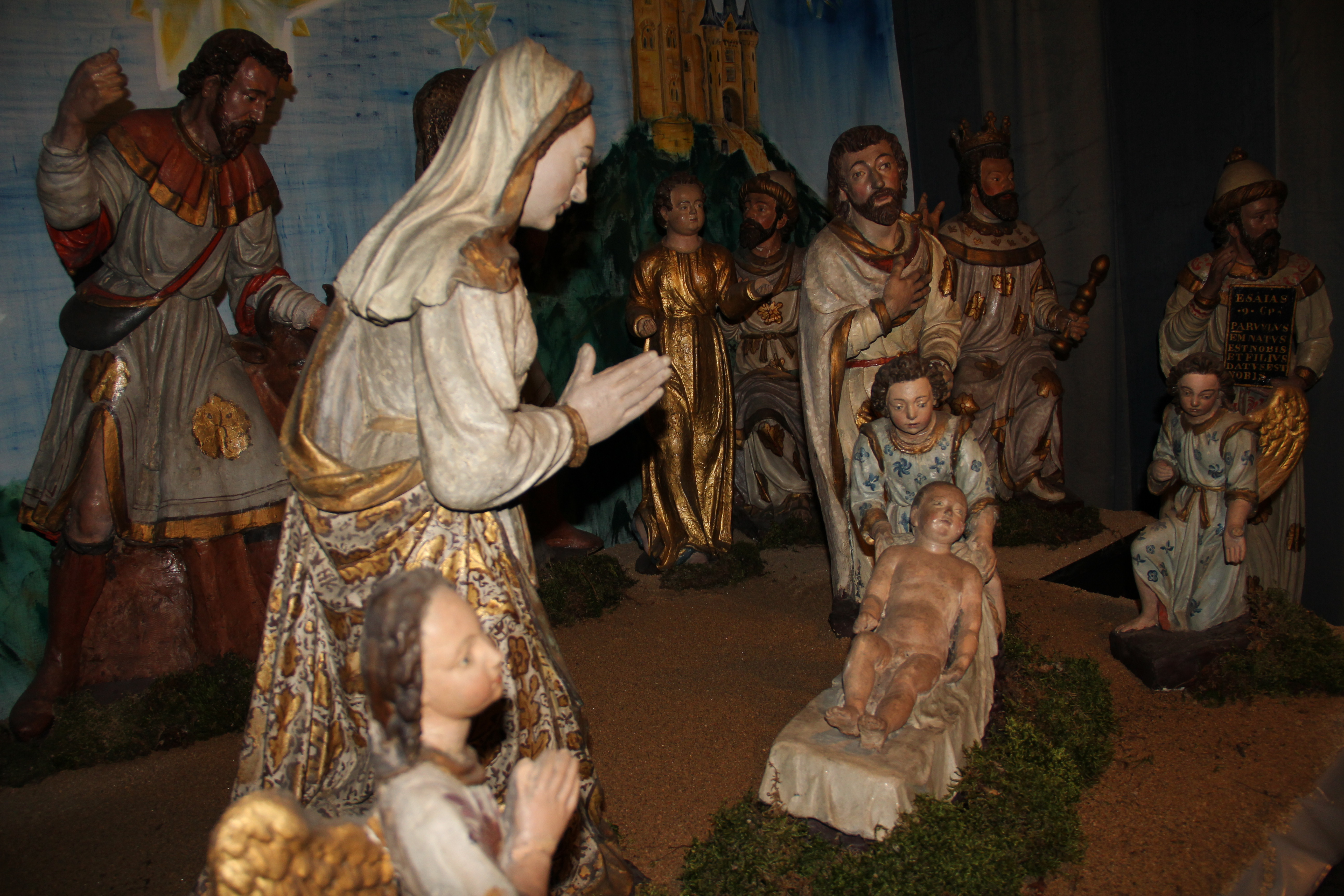
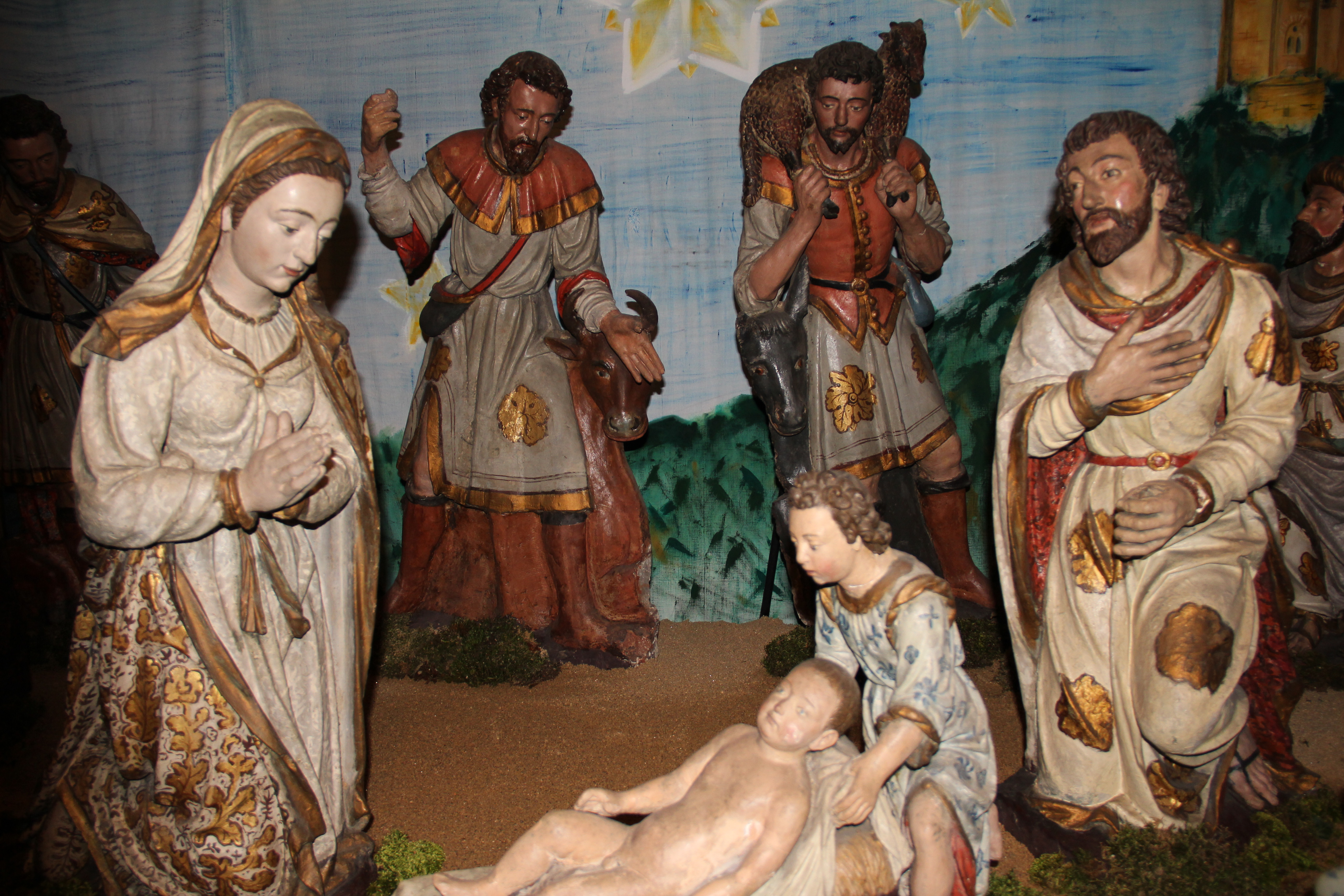
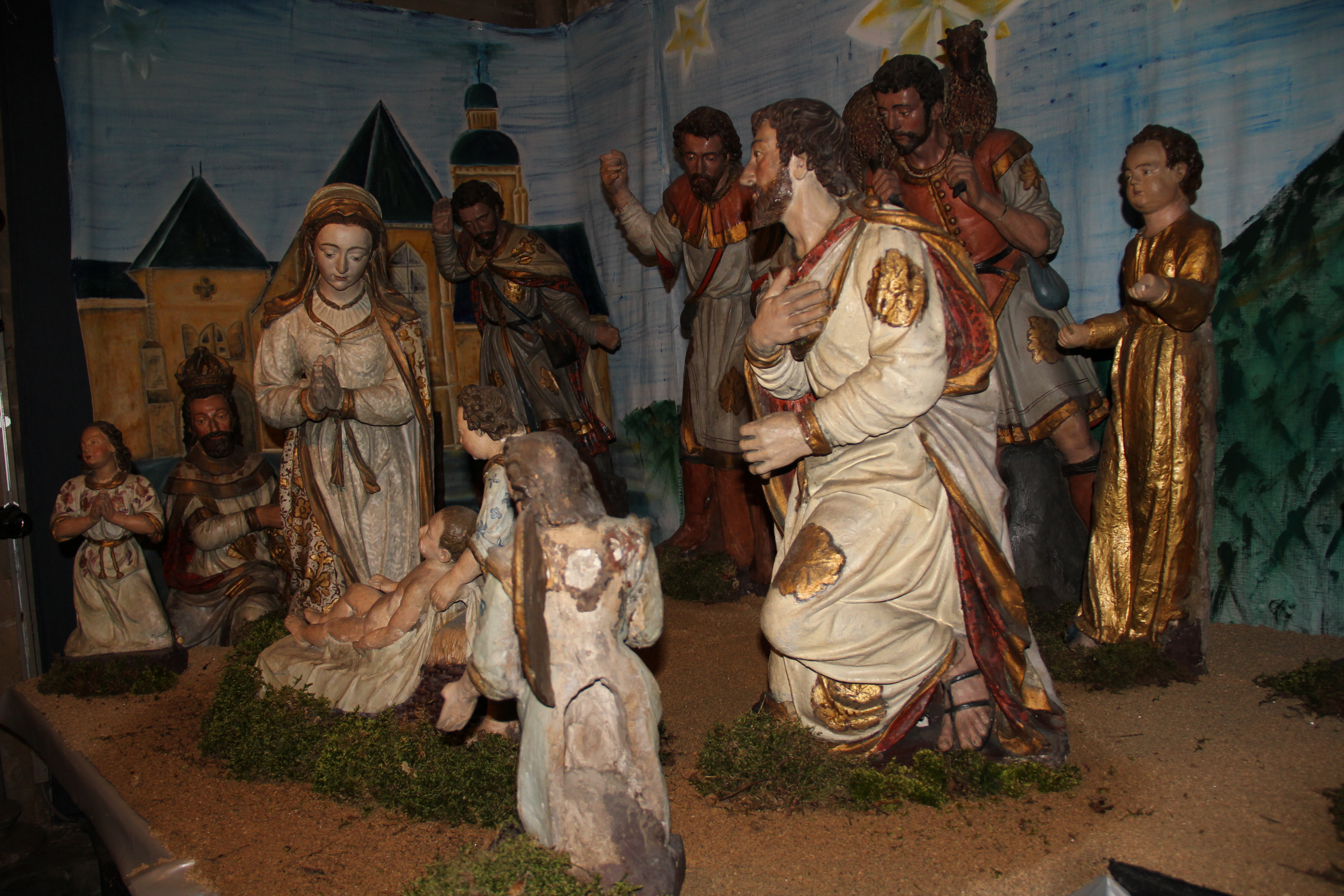
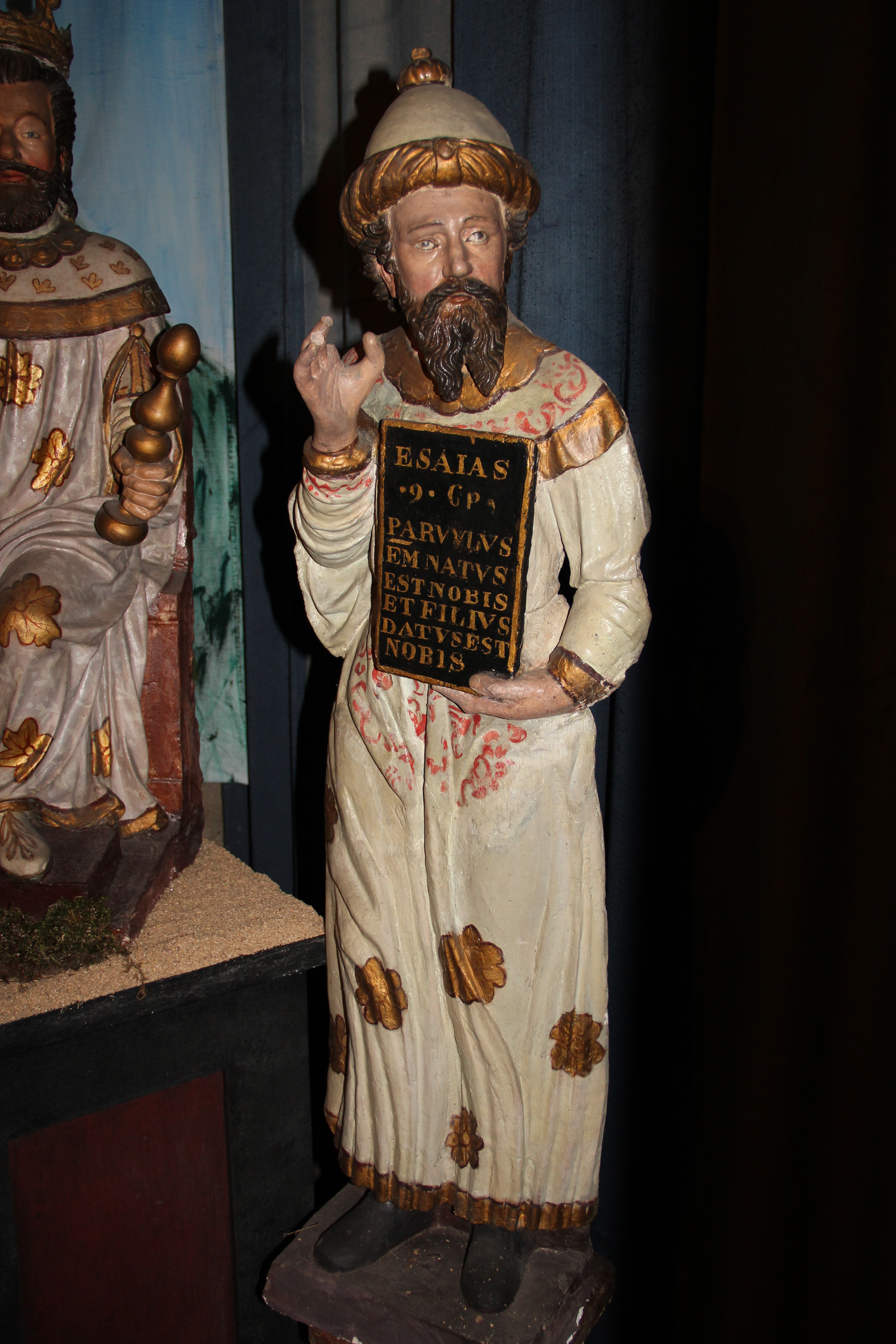

- Dans le chœur, trône une statue en pierre figurant une Vierge à l'Enfant de la fin du XVe siècle qui conserve des traces de polychromie. Elle est inscrite en tant que monument historique au titre d'objet depuis 2020[4].

#### Peinture
La nef abrite un tableau anonyme du XVIIe siècle figurant la remise du Rosaire par la Vierge à saint Dominique et sainte Catherine de Sienne. Au second plan, les églises représentées seraient la collégiale Saint-Jean, les églises Notre-Dame-des-marais et Saint-Denis, toutes trois disparues. L’œuvre est classée en tant que monument historique à titre d'objet.

#### Orgue
L'orgue entièrement reconstruit, a été inauguré en 1983 par Jean-Jacques Mounier.

Le chœur
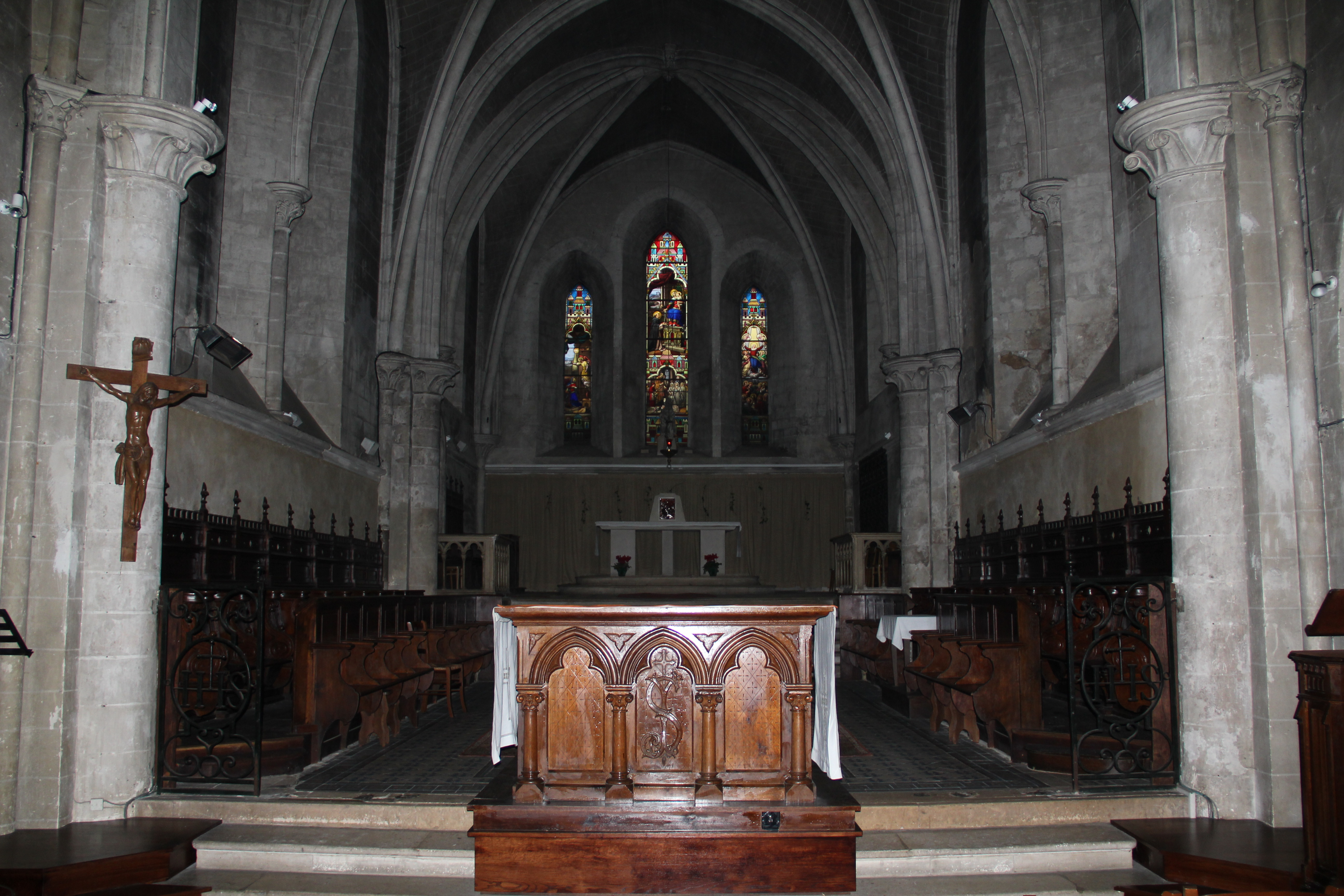
Le chœur.
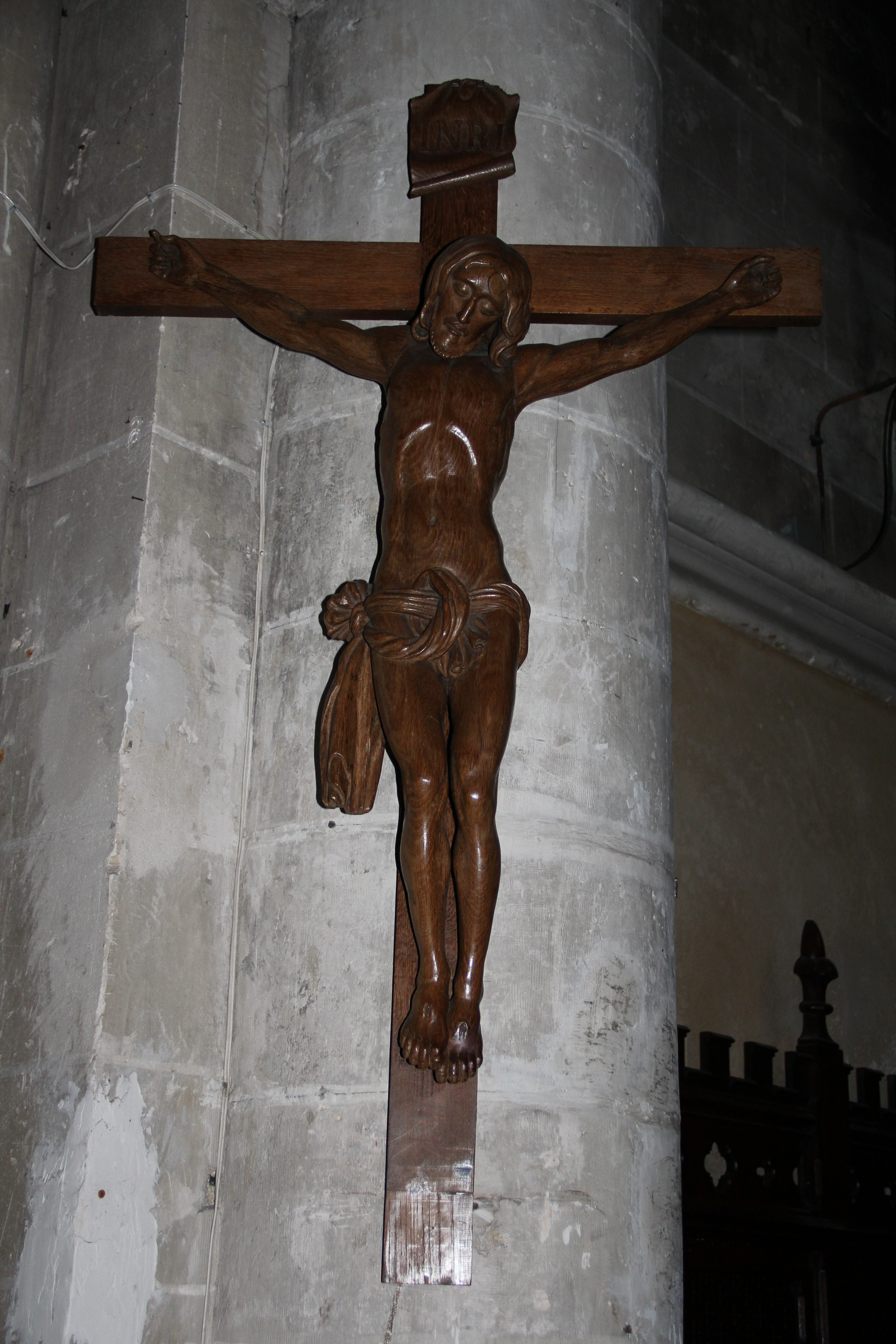
Crucifix.
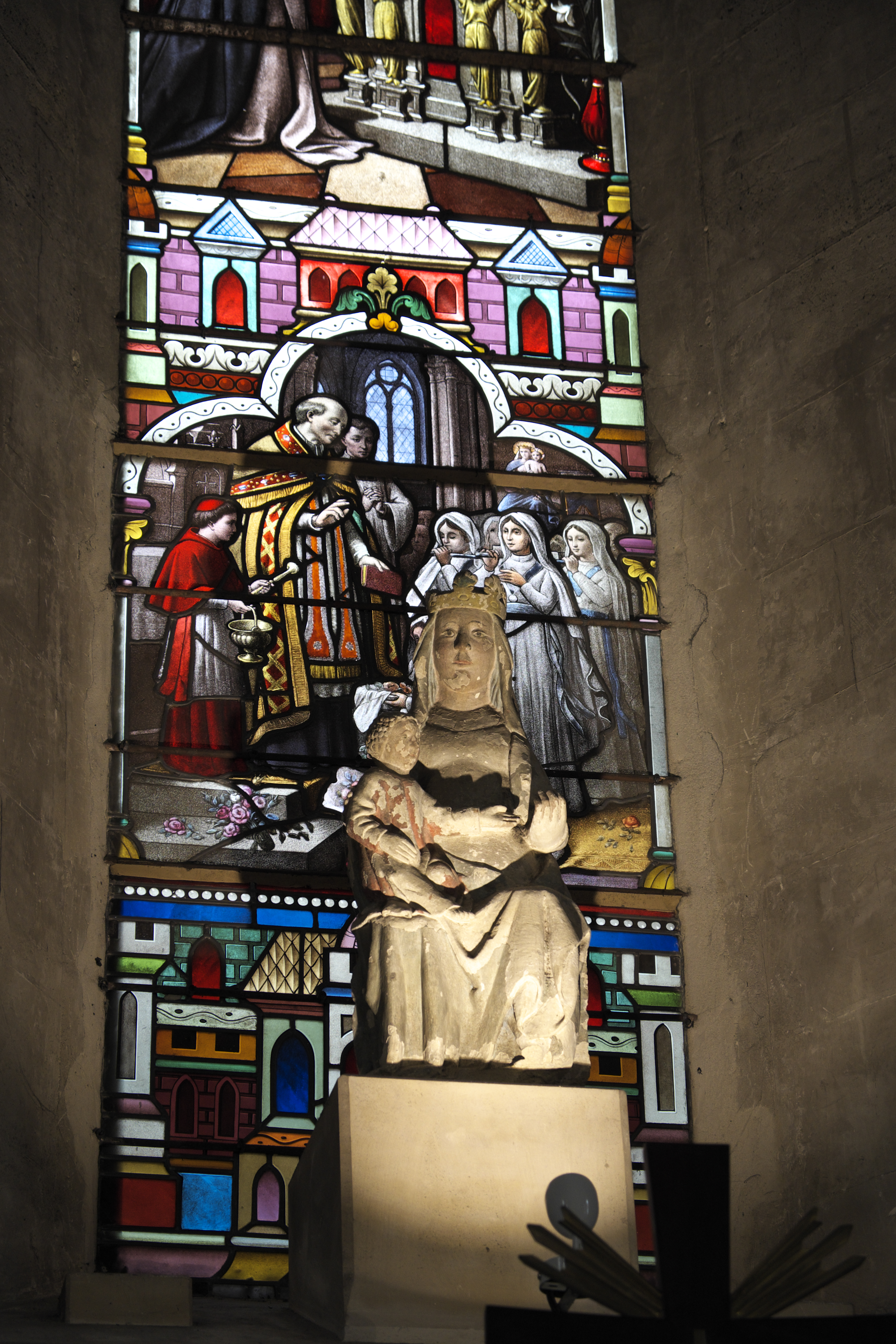
Vierge à l'Enfant et baie 0.

### Vitraux
L'église Notre-Dame abrite au moins treize vitraux figurés, dont trois du XIXe siècle dans le chœur et dix du XXe siècle dans les collatéraux et la façade ouest.

#### Chœur
Les trois vitraux du chœur sont l’œuvre d'un atelier non identifié : 
- Baie 1[Note 2] : Annonciation ;
- Baie 0 : Remise du Rosaire à saint Dominique, Cérémonie de la bénédiction des Roses ;
- Baie 2 : Assomption.

Vitraux du chœur
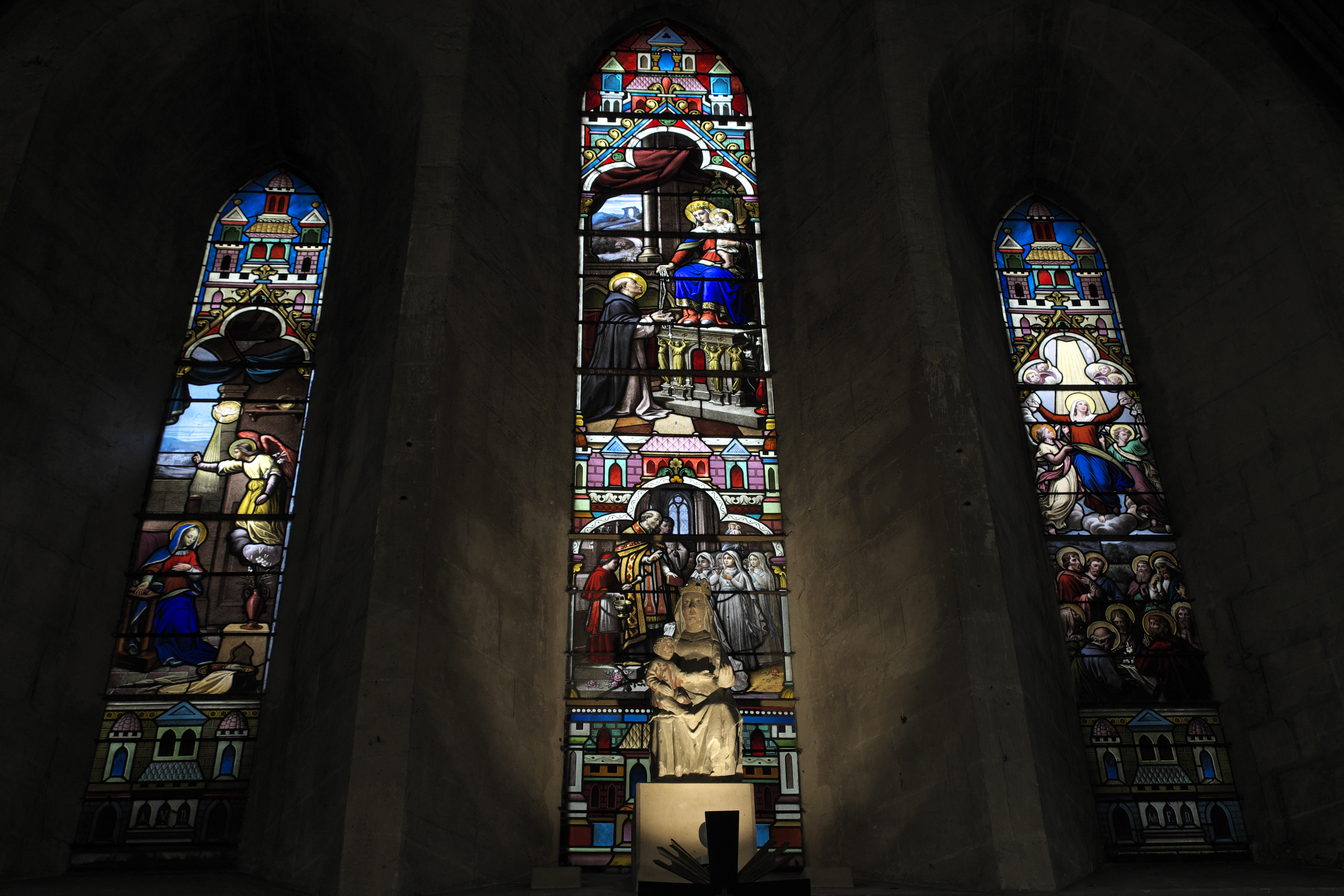
Baies 1, 0, 2.
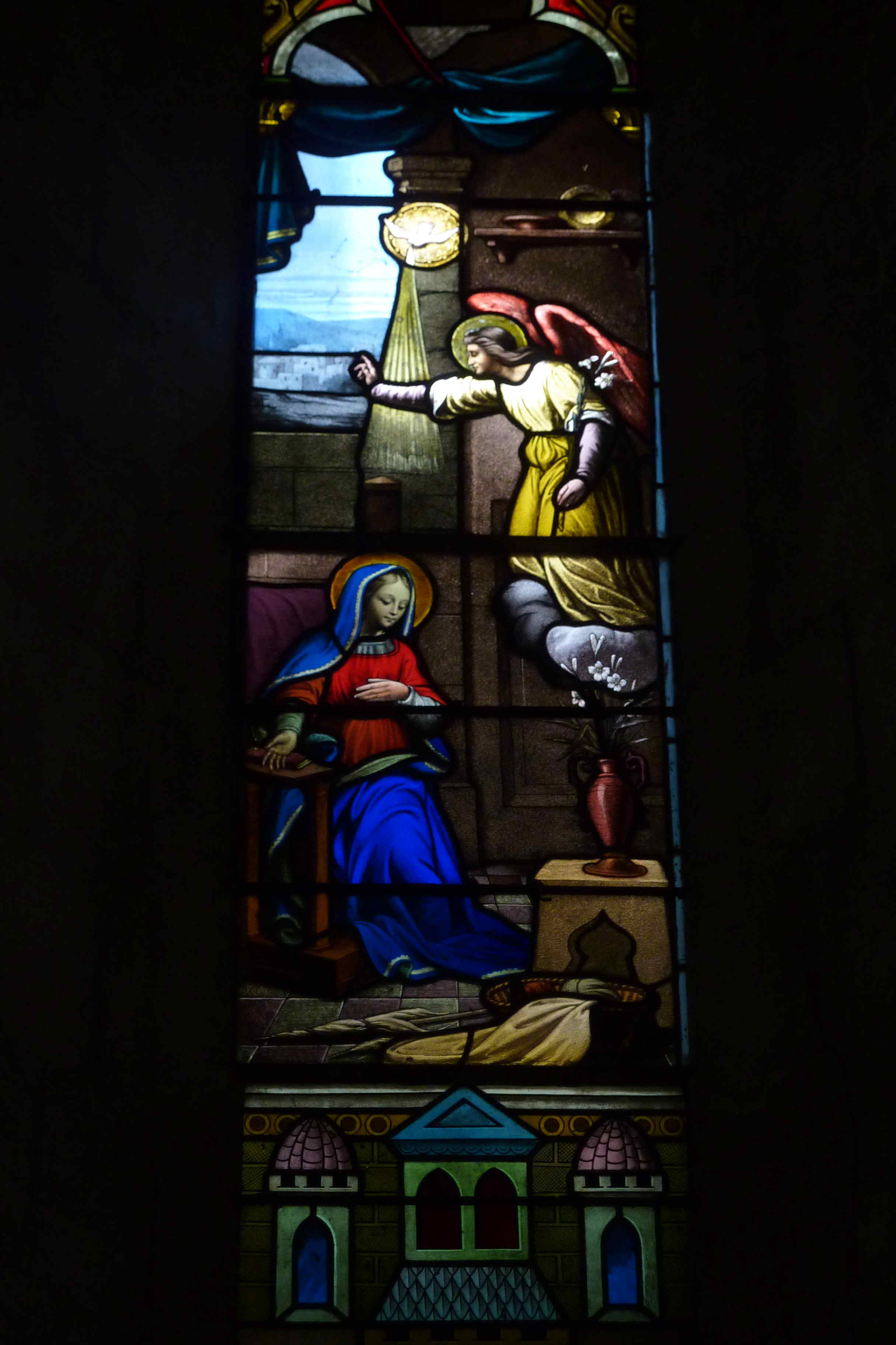
Baie 1.
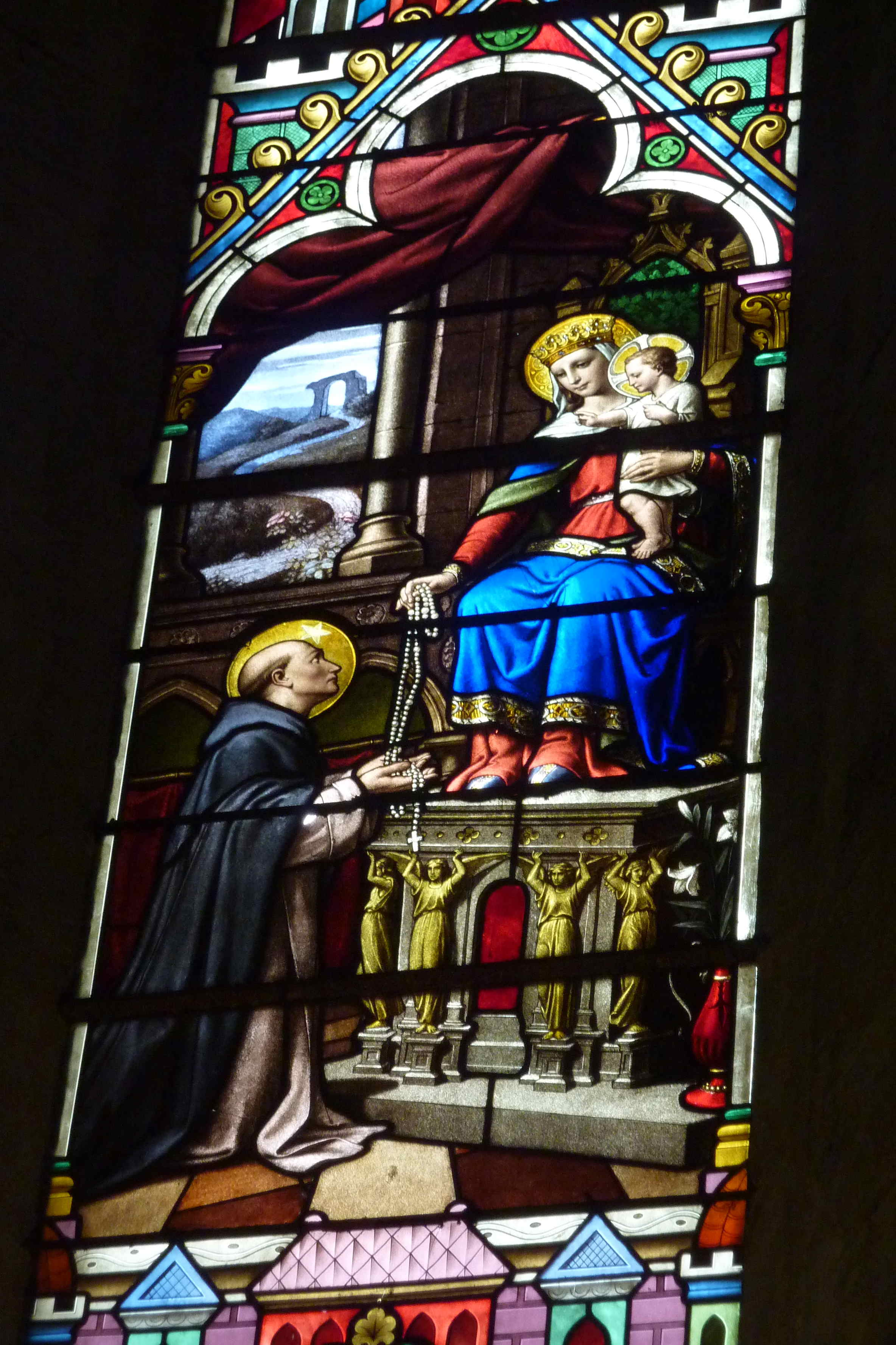
Baie 0 (haut).
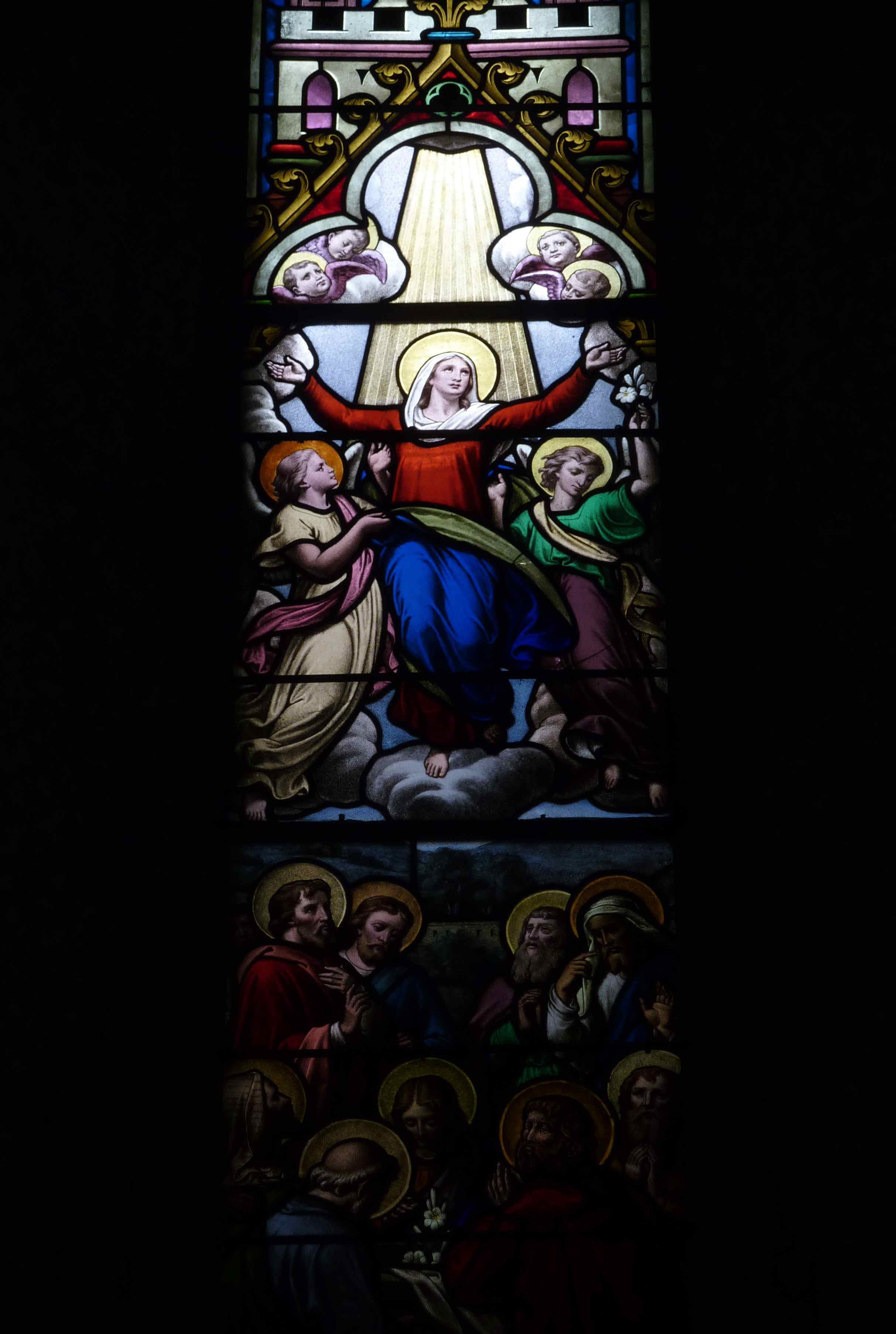
baie 2.

Les vitraux des collatéraux ont été réalisés en 1924 par Charles Lorin pour huit d'entre eux, et par Gabriel Loire dans le milieu du XXe siècle pour les deux verrières de la façade ouest.

#### Mur nord
(De gauche à  droite, tels que vus de l'intérieur)
- Baie 11 : saint Michel terrassant le mal, Loire
- Baie 9 : Jésus au jardin des oliviers, la Flagellation, Lorin ;
- Baie 7 : Jésus présenté au temple, Jésus prêchant aux docteurs de la loi, Lorin ;
- Baie 5 : Nativité, Lorin ;
- Baie 3 : Marie rencontre sa cousine Elisabeth, Lorin ;

Vitraux du mur nord, vus de l'intérieur
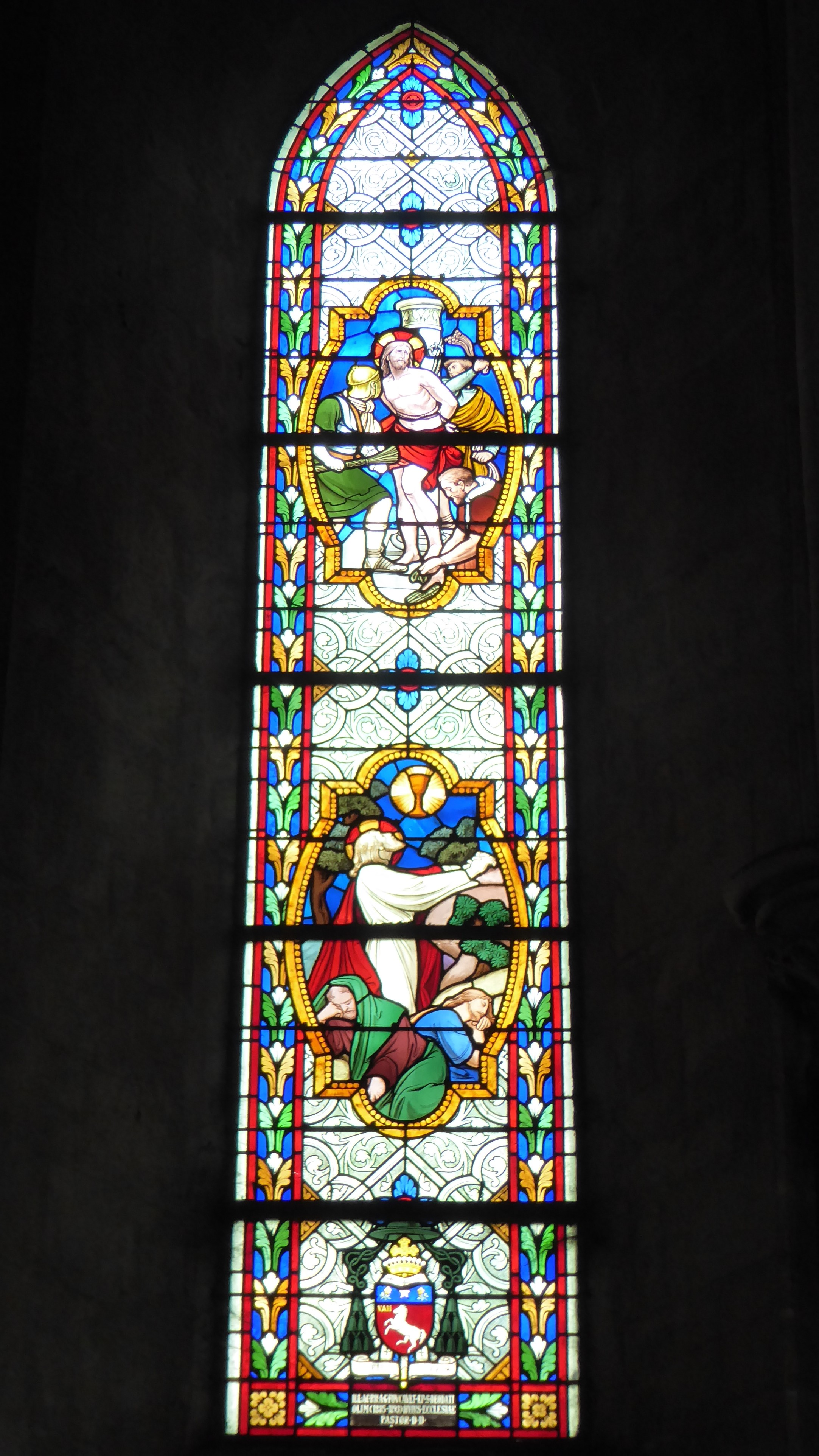
Baie 9.
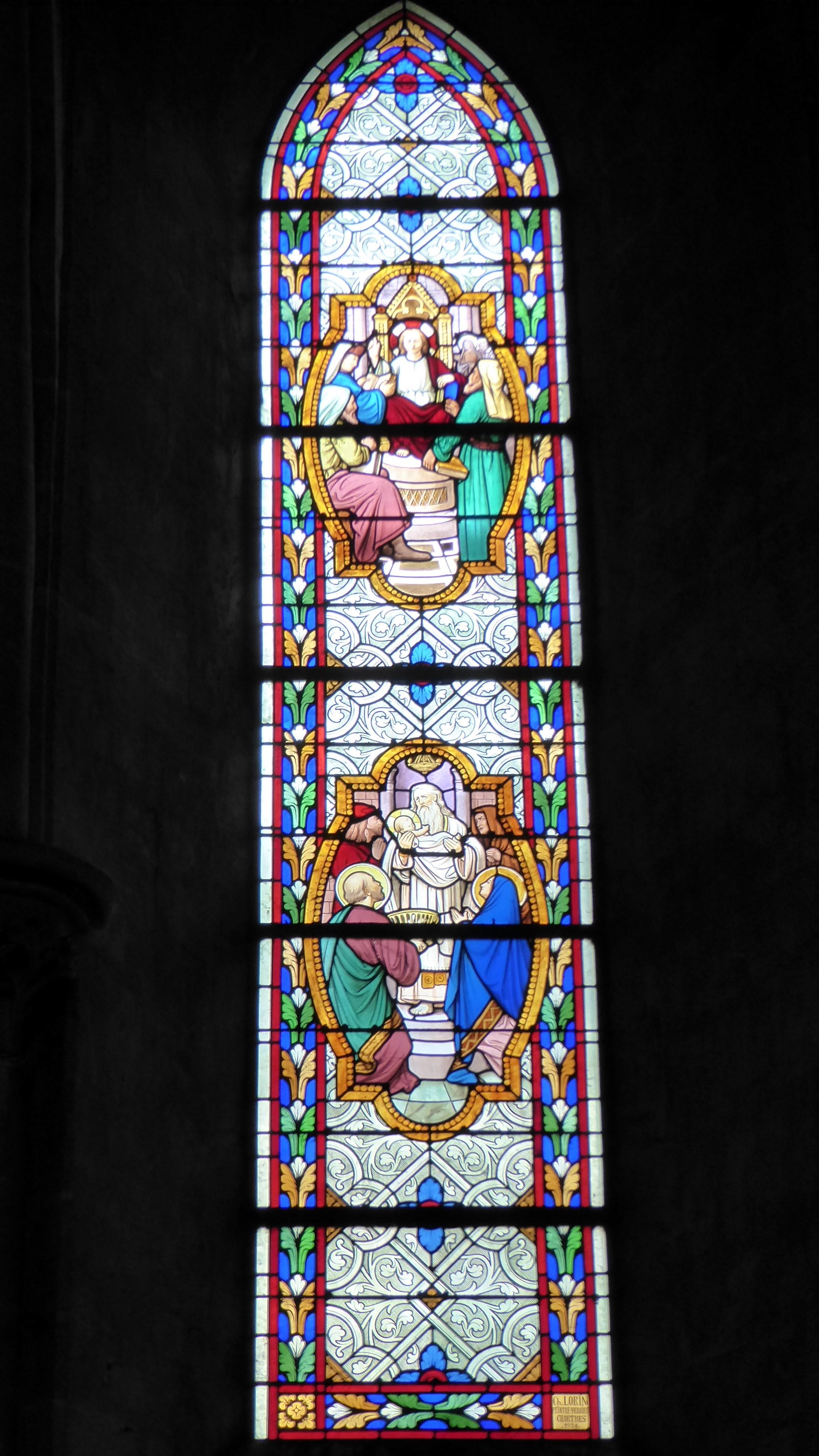
Baie 7.
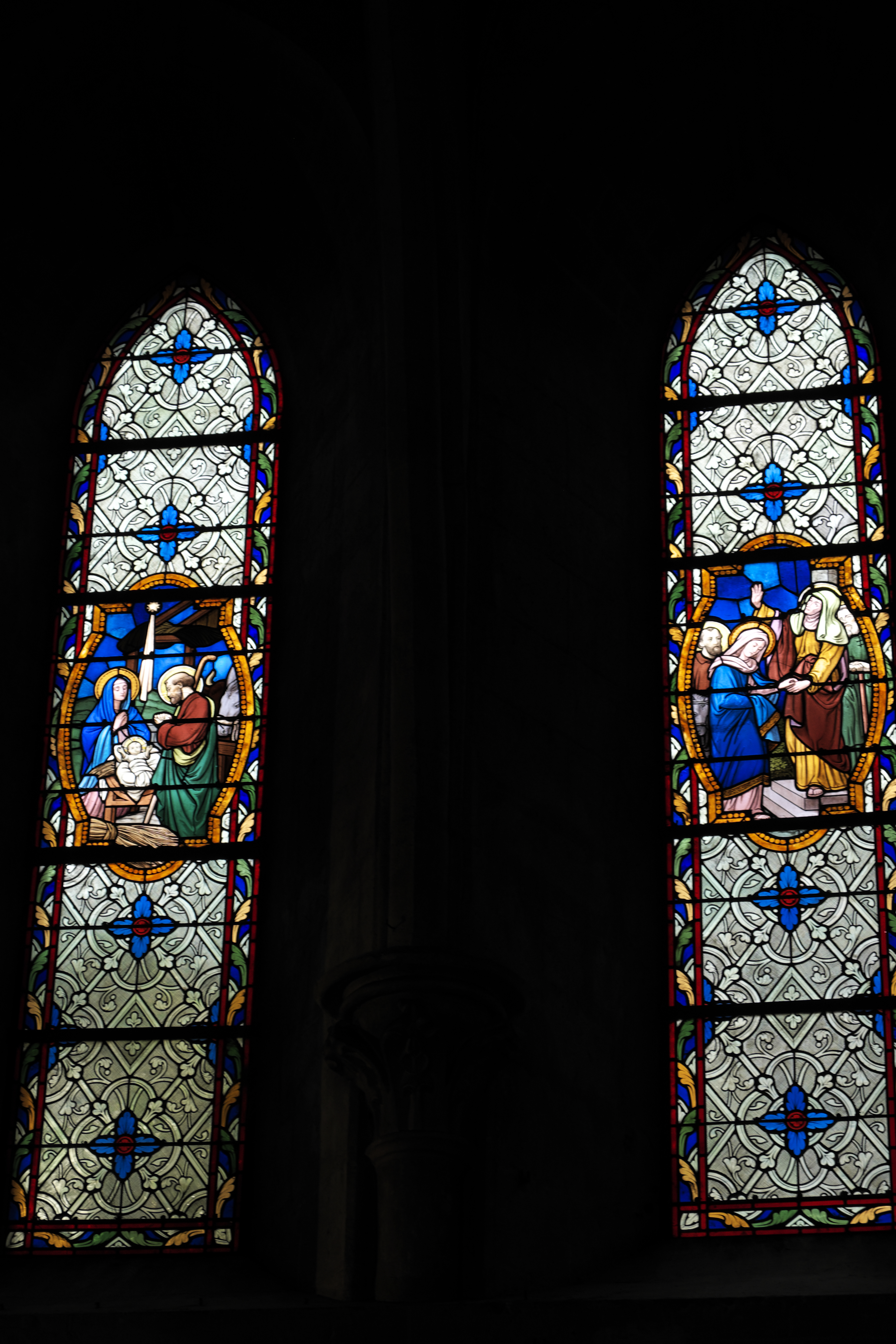
Baies 5 et 3.

#### Mur sud
- Baie 4 : Pentecôte, Lorin ;
- Baie 6 : Ascension, Lorin ;
- Baie 8 : Crucifixion, Résurrection, Lorin ;
- Baie 10 : Ecce Homo, Portement de la Croix, Lorin ;
- Baie 12 : sainte Jeanne d'Arc, Loire.

Vitraux du mur sud
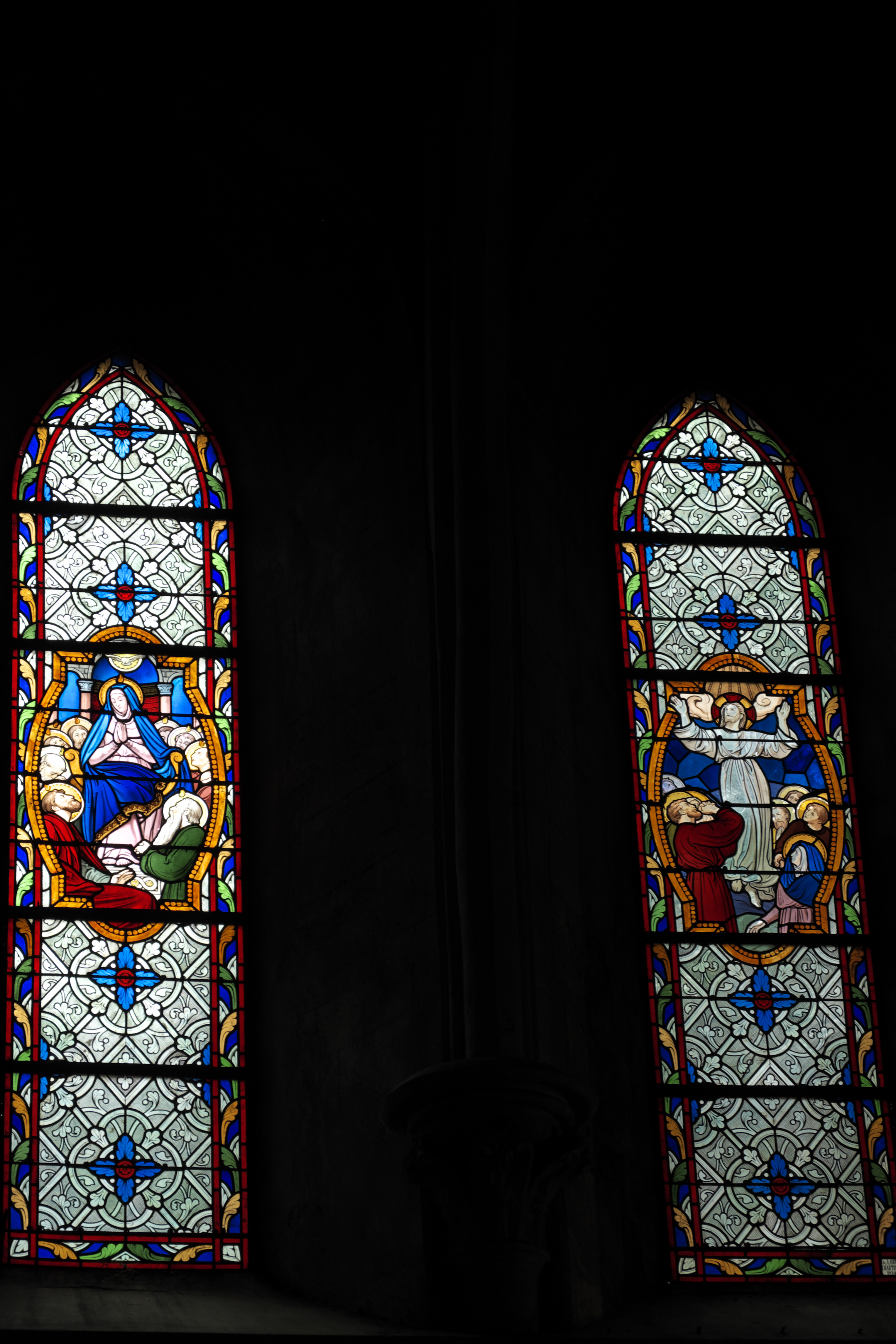
Baies 4 et 6.
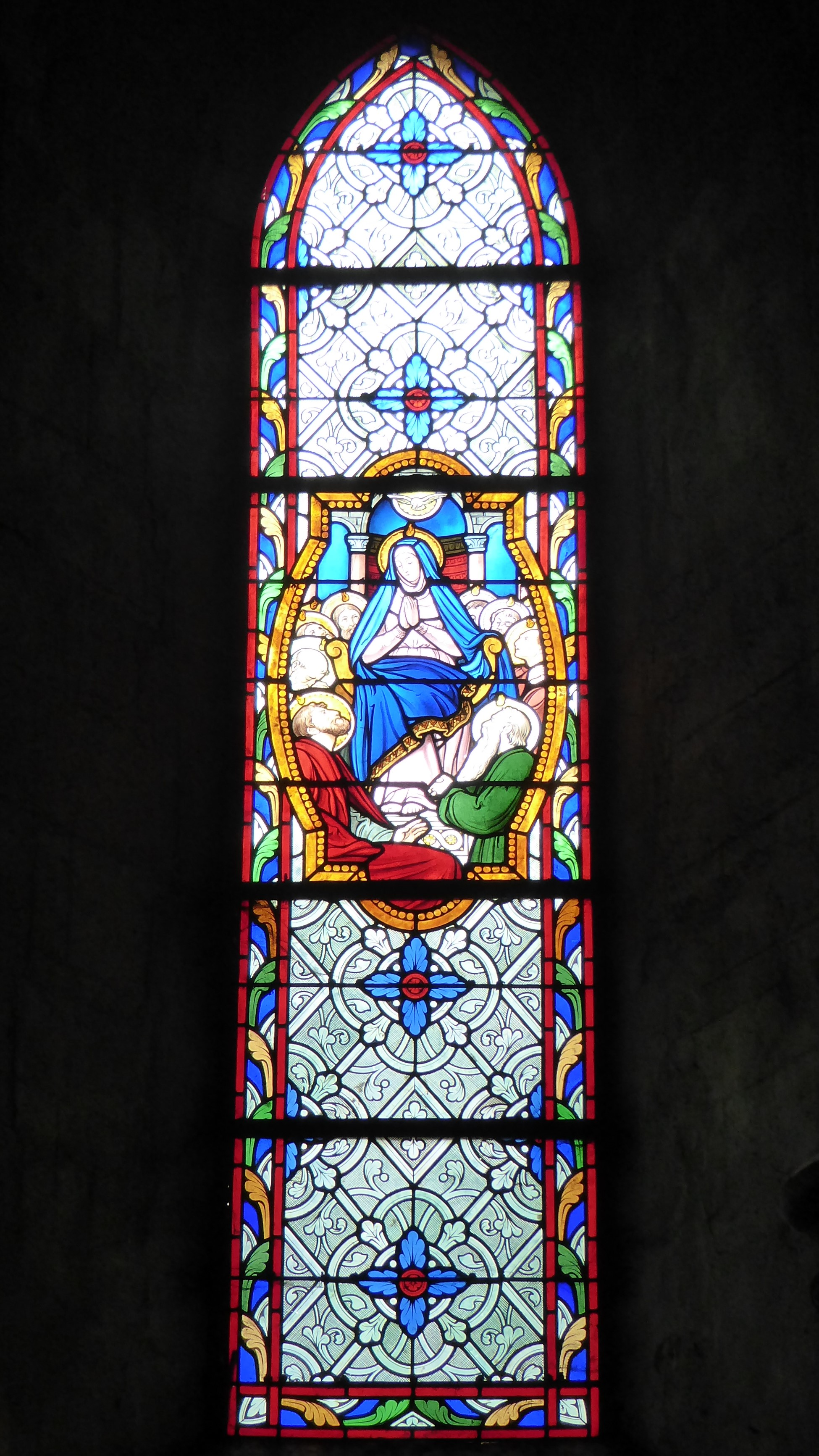
Baie 4.
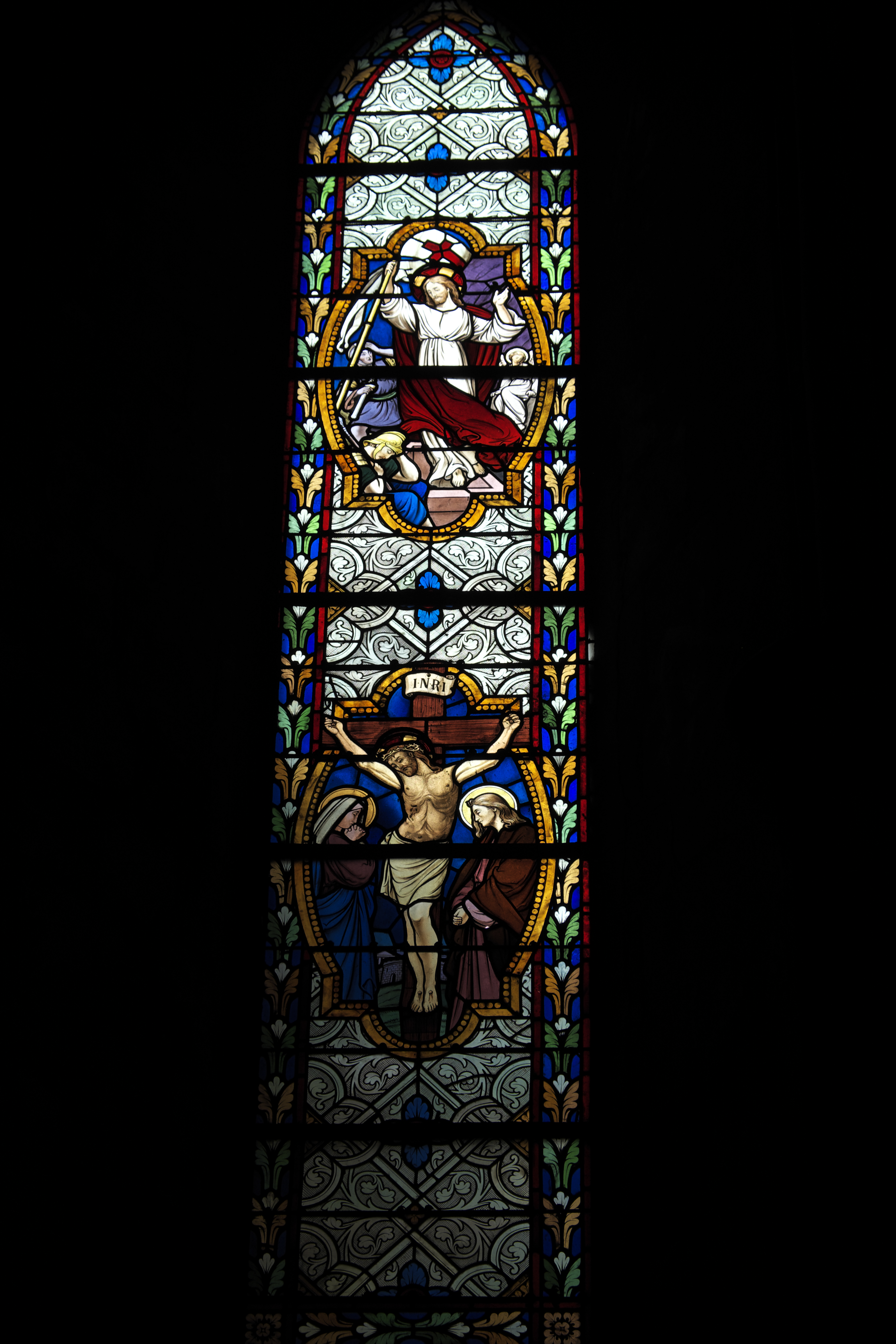
Baie 8.
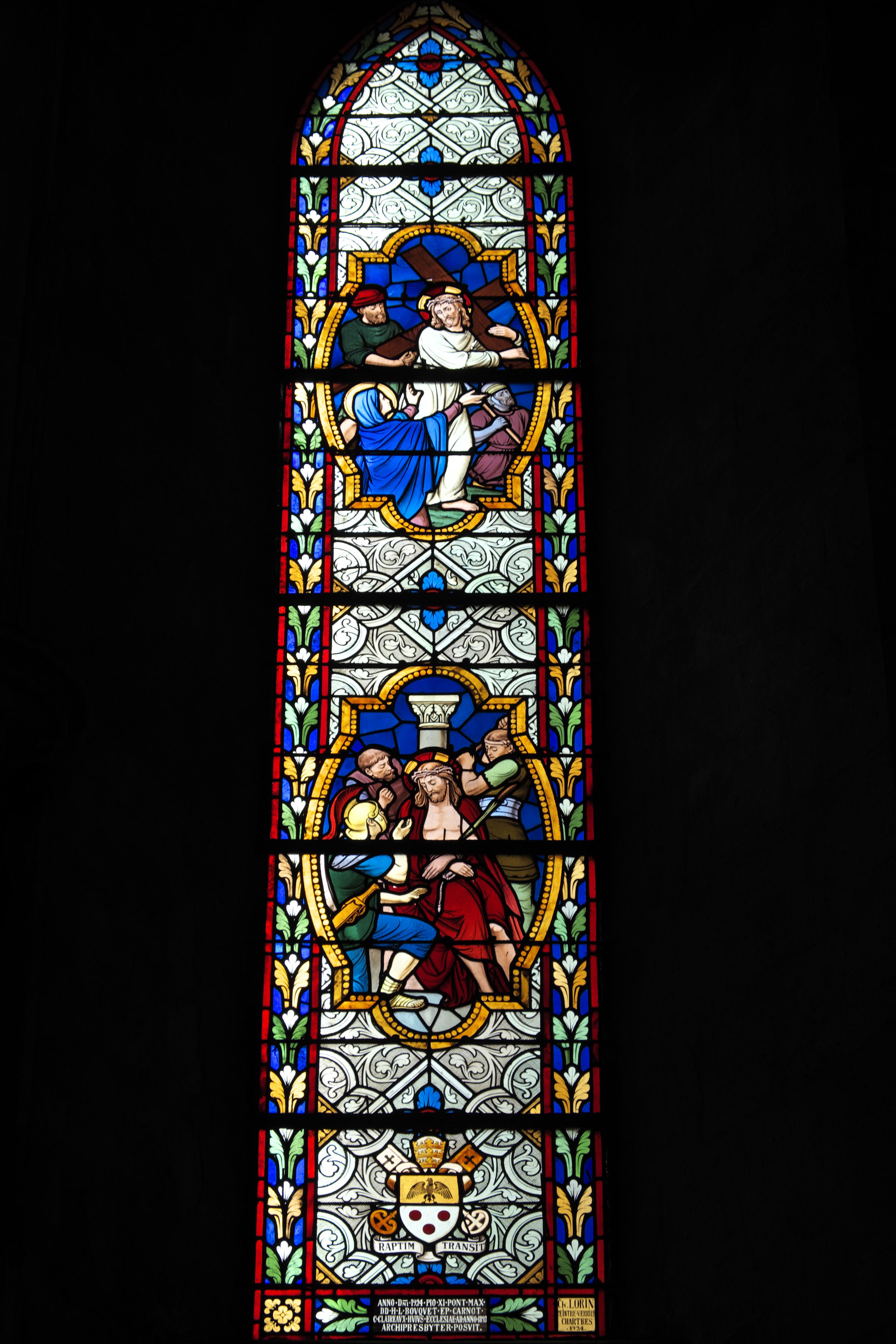
Baie 10.

## Paroisse et doyenné
L'église Notre-Dame fait partie de la paroisse Saint Lubin du Perche, rattachée au doyenné du Perche du diocèse de Chartres.